# 再見了，我的克拉默
《再見了，我的克拉默》（日语：さよなら私のクラマー）是新川直司所創作的日本足球漫畫，講述周防堇的女子足球故事，連載於《月刊少年Magazine》2016年6月號至2021年1月號。故事接續《再見足球》。改編電視動畫於2021年4月4日首播，共13集。改編動畫電影亦於同年6月11日上映。

## 故事概要
周防堇在中學時期是女子足球隊的主將，但因隊友問題而每年都在地區大賽上落敗。她的對手曾志崎綠邀請周防升上高中後一起踢球。曾志崎原本想加入足球強校浦和邦成高中，周防卻想前往弱小的埼玉縣立蕨青南高。在蕨青南高，她們有前女子職業足球選手「生剝鬼能見」能見奈緒子當她們的教練，也遇見了才華洋溢但寂寂無名的恩田希。

## 角色列表

### 蕨青南高中
恩田希（聲：島袋美由利）
女子足球部一年級生，背號8號，進攻中場。擁有無可限量的才能，尚未完全覺醒。順平的姐姐。
新川直司前作《再見足球》的主角。
越前佐和（聲：若山詩音）
女子足球部一年級生，背號13號。恩田的兒時好友。
周防堇（聲：黑澤朋世）
女子足球部一年級生，背號10號，翼鋒（左翼），擁有出類拔萃的才能，飛快速度。
曾志崎綠（聲：悠木碧）
女子足球部一年級生，背號4號，防守中場，U15女子足球國家代表隊成員。
白鳥綾（聲：古城門志帆）
女子足球部一年級生，背號9號，中前鋒。
田勢惠梨子（聲：嶋村侑）
女子足球部二年級生，隊長，背號7號，中場。
宮坂真琴（聲：山田麻莉奈）
女子足球部二年級生，背號2號，後衛。
御徒町紀子（聲：春野杏）
女子足球部二年級生，背號11號，中場。
岸步（聲：和氣杏未）
女子足球部二年級生，背號5號，後衛。
菊池類（聲：前田玲奈）
女子足球部二年級生，背號3號，後衛。
小紫沙織（聲：酒井美沙乃）
女子足球部二年級生，背號6號，邊後衛。
加古川香梨奈（聲：長谷川玲奈）
女子足球部二年級生，背號1號，守門員。
深津吾朗（聲：諏訪部順一）
女子足球部顧問老師。
能見奈緒子（聲：甲斐田裕子）
女子足球部教練。前日本國家女子足球隊成員。蕨青南高中畢業生。

### 久乃木學園高中
女子足球春夏大賽去年全國第一。

### 浦和邦成高中
高中綜合體育大會女子足球琦玉縣預賽連續八年優勝。

### 朝霞商業高中
高中綜合體育大會女子足球琦玉縣預賽去年第三。

## 創作
新川直司本人十分喜愛足球。根據他的責編所講，新川在其上一部作品《四月是你的謊言》完結時，說過「想全力畫有動感的東西」。他的再上一部作品《再見足球》也是以足球為題材。新川有到各處的高中女子足球隊取材，有感女子足球環境之差，跟男子足球相比有天淵之別。

## 出版書籍
| 卷數 | 講談社         | 講談社                 | 東立出版社    | 東立出版社             |
| 卷數 | 發售日期       | ISBN                   | 發售日期      | ISBN                   |
| ---- | -------------- | ---------------------- | ------------- | ---------------------- |
| 1    | 2016年8月17日  | ISBN 978-4-06-392539-5 | 2017年9月6日  | ISBN 978-986-486-490-4 |
| 2    | 2017年1月17日  | ISBN 978-4-06-392561-6 | 2018年4月2日  | ISBN 978-986-486-491-1 |
| 3    | 2017年6月16日  | ISBN 978-4-06-392581-4 | 2018年7月30日 | ISBN 978-986-486-492-8 |
| 4    | 2017年10月17日 | ISBN 978-4-06-392599-9 | 2018年12月7日 | ISBN 978-957-9652-91-9 |
| 5    | 2018年2月16日  | ISBN 978-4-06-510882-6 | 2019年6月19日 | ISBN 978-957-26-0764-0 |
| 6    | 2018年6月15日  | ISBN 978-4-06-511705-7 |               |                        |
| 7    | 2018年10月17日 | ISBN 978-4-06-513751-2 |               |                        |
| 8    | 2019年2月15日  | ISBN 978-4-06-514619-4 |               |                        |
| 9    | 2019年6月17日  | ISBN 978-4-06-516098-5 |               |                        |
| 10   | 2019年10月17日 | ISBN 978-4-06-517369-5 |               |                        |
| 11   | 2020年2月17日  | ISBN 978-4-06-518543-8 |               |                        |
| 12   | 2020年6月17日  | ISBN 978-4-06-519685-4 |               |                        |
| 13   | 2020年10月16日 | ISBN 978-4-06-521042-0 |               |                        |
| 14   | 2021年4月1日   | ISBN 978-4-06-522990-3 |               |                        |

## 改編動畫
改編電視動畫於2021年4月4日首播，以恩田希的故事為主的動畫電影亦於同年6月11日上映。

### 宣傳、消息公佈
2020年9月4日，宣佈改編動畫電影《電影 再見了，我的克拉默》將於2021年4月在全國上映，改編電視動畫亦會由4月起播映。當日公開一段特報影片、動畫計劃視覺圖，並公佈部份製作人員及聲優陣容。12月6日，宣佈動畫電影的上映定於2021年4月1日，公佈主題曲詳情，並公開電影的第2張主視覺圖。12月18日，公佈電影的第1條預告片。
2021年1月15日，公開電視動畫的第2張主視覺圖，並再公佈部份電視動畫主要角色的聲優陣容。1月22日，公佈其他「小嫩蕨」角色的聲優。1月29日，公佈久乃木學園角色的聲優。2月5日，宣佈電影上映日延遲，預期會在初夏上映；同日公佈電視動畫首播日期為4月4日，並公開角色介紹影片。2月12日，公佈浦和邦成高中角色的聲優。3月7日和21日，分別公開了以周防堇和曾志崎綠為主角的視覺圖。3月14日，公開一段15秒廣告，並公佈主題曲和播映電視台詳情；廣告中能聽到一小段片頭曲。2021年3月26日和4月2日，再公佈多名久乃木學園和浦和邦成高中角色的聲優；在4月2日亦公開了正式宣傳影片和第1集的部份畫面。
2021年3月8日（3月8日為國際婦女節，日本足球協會也將當日定為「女子足球日」），公開跟日本足球協會的合作視覺圖。
2021年4月1日，宣佈日向坂46的影山優佳擔任動畫計劃的應援經理。影山亦在本作動畫中初次擔任聲優。4月4日，公開電影的海報視覺圖和預告片，並宣佈電影將於6月11日上映。該視覺圖由原作者新川直司所繪畫。

### 製作人員
|                | 電視動畫                                     | 電影                                         |
| -------------- | -------------------------------------------- | -------------------------------------------- |
| 原作           | 新川直司《再見足球》、《再見了，我的克拉默》 | 新川直司《再見足球》、《再見了，我的克拉默》 |
| 導演           | 宅野誠起                                     | 宅野誠起                                     |
| 編劇、系列構成 | 高橋奈津子                                   | 高橋奈津子                                   |
| 編劇協力       |                                              | 大草芳樹、リンリン                           |
| 人物設定       | 伊藤依織子                                   | 伊藤依織子                                   |
| 足球演出       | 石井輝                                       | 石井輝                                       |
| 足球考証       | 大草芳樹                                     | 大草芳樹                                     |
| 道具設計       | 伊藤依織子、佐賀野櫻子                       | 伊藤依織子、佐賀野櫻子                       |
| 美術監督       | 齋藤幸洋                                     | 齋藤幸洋                                     |
| 美術設定       | 青木智由紀、                                 | 青木智由紀、                                 |
| 色彩設計       | 野地弘納                                     | 野地弘納                                     |
| CG指導         | 山崎嘉雅                                     | 松嶋古記                                     |
| 畫面設計       | 田村仁                                       | 田村仁                                       |
| 攝影監督       | 棚田耕平、後藤晴香                           | 棚田耕平、後藤晴香                           |
| 剪輯           | 吉武將人                                     | 吉武將人                                     |
| 音響監督       | 鶴岡陽太                                     | 鶴岡陽太                                     |
| 音響效果       | 森川永子                                     | 森川永子                                     |
| 音響製作       |                                              | 樂音舎                                       |
| 音樂           | 横山克                                       | 横山克                                       |
| 製作人         |                                              | 齋藤俊輔                                     |
| 動畫製作人     | 柴宏和                                       | 柴宏和                                       |
| 動畫製作       | LIDENFILMS                                   | LIDENFILMS                                   |
| 製作           |                                              | 《電影 再見了，我的克拉默》製作委員會        |

### 各集列表
| 集數 | 日文標題 | 中文標題         | 劇本       | 分鏡             | 演出 | 作畫監督 | 總作畫監督                       | 首播日期 （2021年） |
| ---- | -------- | ---------------- | ---------- | ---------------- | --- | --- | -------------------------------- | ------------------- |
| #1   |          | 大家             | 高橋奈津子 | 室谷靖           | 室谷靖 | 園田高明、木下裕孝、大原大、黑澤浩美、山村俊了、村長由紀、清水勝祐 三好和也、柑原豆真、梅田香、西川雅史、宇良今日子、柴田健兒 | 伊藤依織子、佐賀野櫻子、松岡謙治 | 4月4日              |
| #2   |          | 衝擊             |            | 坂田純一         | 藤代和也 | 柳瀨渡二、池原百合子、JIANG YONG、WU YAO、Yang Jihye、Min Hyeonsuk                                                            | 伊藤依織子、佐賀野櫻子、松岡謙治 | 4月11日             |
| #3   |          | 地獄的大門       | 大草芳樹   | 岩崎良明         | 石井輝 | 石崎裕子、江上夏樹、岡崎耕太郎、佐佐木彩香 坪田慎太郎、雨宮英雄、村長由紀、北島勇樹                                           | 佐賀野櫻子、松岡謙治             | 4月18日             |
| #4   |          | 明日之星         | 大草芳樹   | 西田正義         | 渡邊正彥 | 與村忠美、浜田勝、樋口純一 | 佐賀野櫻子、柑原豆真             | 4月25日             |
| #5   |          | 相思病           | 高橋奈津子 | 臼井文明、真野玲 | 臼井文明 | 富田郁子、露木愛里、石山寬、大野勉、Lim Sugyeong、Jo Eungyeong                                                                | 佐賀野櫻子、松岡謙治             | 5月2日              |
| #6   |          | 追逐者與被追逐者 |            | 坂田純一         | 橫手颯太 | 柳瀨讓二、森悅史、村長由紀、池原百合子、日根野優子 柑原豆真、杜野都、STUDIO MASSKET                                           | 佐賀野櫻子、石崎裕子             | 5月9日              |
| #7   |          | 飛速發展的球隊   | 室谷靖     | 室谷靖           | 江上夏樹、石崎裕子、富田郁子、露木愛里、岡崎耕太郎、柑原豆真、坪田慎太郎 佐佐木彩香、木下裕孝、大原大、佐野陽子、梅田香、石山寬、鈴木彩子 | 伊藤依織子、佐賀野櫻子、松岡謙治                                                                                              | 5月16日                          |                     |
| #8   |          | 逐漸逼近的過去   | 高橋奈津子 | 久行宏和         | 臼井文明、田中千駿 | 石崎裕子、福島豐明、村長由紀、池原百合子、森悅史、日根野優子、杜野都 柑原豆真、LIM SU KYUNG、KIM DA HIE、STUDIO MASSKET       | 佐賀野櫻子                       | 5月23日             |
| #9   |          | 紅色軍團         | 大草芳樹   | 岩崎良明         | 渡辺正彥 | 松岡謙治、菊池功一、水野友美子                                                                                                | 伊藤依織子、佐賀野櫻子、柑原豆真 | 5月30日             |
| #10  |          | 渾身是傷的王者   | 大草芳樹   | 西田正義         | 渡辺正彥 | 柑原豆真、興村忠美、濱田勝、小幡公春                                                                                          | 佐賀野櫻子、三好和也             | 6月6日              |
| #11  |          | 一同奔馳的人     |            | 西田正義         | 藤代和也 | 富田郁子、露木愛里、清水勝祐、福島豐明、柑原豆真、Min Hyeonsuk                                                                | 佐賀野櫻子、松岡謙治             | 6月13日             |
| #12  |          | 野心與選擇       | 高橋奈津子 | 宮尾佳和         | 石井輝 | 江上夏樹、石崎裕子、增田俊介、富田郁子、露木愛里、梅田香、柑原豆真 木下裕孝、武內哲、大原大、Min Hyeonsuk、Yang Jihye         | 佐賀野櫻子                       | 6月20日             |
| #13  |          | 成為基礎的事物   | 高橋奈津子 | 坂田純一         | 渡邊哲也、石鄉岡范和 | 露木愛里、富田郁子、三好和也、岡崎耕太郎、坪田慎太郎 黑澤浩美、柑原豆真、清水勝祐、福島豐明、                                 | 伊藤依織子、佐賀野櫻子           | 6月27日             |

### 播放電視台
日本深夜動畫：下文記載的日本国内播放時間使用日本標準時間（UTC+9）表示。因為部分時間标识會採用30小时制，因此請留意这类超过24:00的时间，其實際播放時間為翌日清晨。
| 播放日期              | 播放時間（UTC+9）    | 播放電視台   | 播放地區 | 備註               |
| --------------------- | -------------------- | ------------ | -------- | ------------------ |
| 2021年4月4日－6月27日 | 星期日 23:30 - 24:00 | TOKYO MX     | 東京都   | 有重播             |
| 2021年4月4日－6月27日 | 星期日 23:30 - 24:00 | BS日視       | 日本全國 | 衛星電視，「」節目 |
| 2021年4月6日－6月29日 | 星期二 21:30 - 22:00 | AT-X         | 日本全國 | 衛星電視，有重播   |
| 2021年4月12日－7月5日 | 星期一 25:50 - 26:20 | 九州朝日放送 | 福岡縣   |                    |

## 外部連結
- 漫畫官方網站（日語）
- 動畫官方網站（日語）
- 《四月是你的謊言》和《再見了，我的克拉默》的X（前Twitter）
- 《再見了，我的克拉默》動畫計劃的X（前Twitter）